# Балтинава (община)
Балтинава (на латвийски: Baltinavas novads) е бивша община в Латвия, регион Латгале, район Балви, съществувала между 2009 и 2021 година. Административен център на общината е Балтинава. Населението на общината през 2009 година е 1387 души.

## Населени места
Общината има 34 населени места
- Балтинава
- Блаузгова
- Бонцани
- Буксти
- Гриковка
- Дански
- Дамерова
- Дзиервине
- Жеикари
- Йорзова
- Карпова
- Каши
- Кеиши
- Колнумежи Крони
- Лаурути
- Леидуми
- Лемешова
- Меилупе
- Макси
- Моркова
- Обелова
- Пазлауга
- Пеисова
- Плеитова
- Пилешова
- Пунчулова
- Пундури
- Рисова
- Сватуне
- Свилпова
- Слобода
- Сурикова
- Тутинова
- Чударине